# Эрнандес, Нико
Ни́ко Миге́ль Эрна́ндес (англ. Nico Miguel Hernandez; род. 4 января 1996, Уичито) — американский боксёр, представитель наилегчайших и легчайшая (53,5 кг) весовых категорий. Выступал за сборную США по боксу в середине 2010-х годов, победитель национального турнира «Золотые перчатки», бронзовый призёр летних Олимпийских игр в Рио-де-Жанейро. С 2017 года боксирует на профессиональном уровне. Среди профессионалов бывший чемпион IBA в наилегчайшем весе (2018—2023).

## Биография
Нико Эрнандес родился 4 января 1996 года в городе Уичито, штат Канзас. Активно заниматься боксом начал в возрасте девяти лет по наставлению отца Льюиса Эрнандеса, который работал водителем грузовика, а затем стал его бессменным личным тренером.

### Любительская карьера
Впервые заявил о себе в 2011 году, став чемпионом США среди юниоров. Год спустя повторил это достижение, вошёл в состав американской национальной сборной и побывал на Кубке «Велеса» в Кургане, где выходил на ринг против представителей России, Ирландии и Германии.
В 2013 году стал серебряным призёром американского национального первенства, одержал победу на национальном турнире «Золотые перчатки».
На юниорском чемпионате США 2014 года вновь был лучшим, выиграл национальный отборочный турнир в Чаттануга, выступил на Мемориале Николая Павлюкова в Анапе и на чемпионате мира среди юниоров в Софии — дошёл здесь до стадии полуфиналов, проиграв азербайджанцу Руфату Гусейнову.
Начиная с 2015 года регулярно принимал участие в матчевых встречах Всемирной серии бокса, где представлял американскую команду «Нокауты США». Помимо этого, завоевал бронзовую медаль на панамериканском чемпионате в Венесуэле, уступив в полуфинале кубинцу Хоанису Архилагосу. Побывал на чемпионате мира в Дохе — уже в 1/16 финала первой наилегчайшей весовой категории был остановлен ирландцем Бренданом Ирвином.
В 2016 году на американской олимпийской квалификации в Буэнос-Айресе дошёл до финала, проиграв только колумбийцу Юберхену Мартинесу, и благодаря этому успешному выступлению удостоился права защищать честь страны на летних Олимпийских играх в Рио-де-Жанейро. В категории до 49 кг благополучно преодолел первых троих соперников по турнирной сетке, в том числе взял верх над действующим чемпионом Европы россиянином Василием Егоровым, но в полуфинальном бою единогласным решением судей потерпел поражение от узбека Хасанбоя Дусматова. Таким образом, Эрнандес получил бронзовую олимпийскую медаль, став первым американским призёром в этом весе с 1988 года, когда серебряным призёром становился Майкл Карбахаль.
Болельщики горячо встретили Эрнандеса по возвращении в Уичито, были устроены приём в аэропорту, торжественный парад и празднование в старшей школе, где он учился. Для города выигранная им олимпийская медаль оказалась достаточно значимым достижением, поскольку в последний раз представители Уичито выигрывали медли лишь в 1984 году, это были баскетболистка Линетт Вудард и волейболист Марк Уолди, а в личном зачёте последний раз медаль получал бегун Джим Райан в 1968 году. В качестве награды Эрнандес помимо прочего получил четыре года стипендии в Уичитском университете.

### Профессиональная карьера
Вскоре после Олимпиады Эрнандес принял решение перейти в профессионалы и в марте 2017 года успешно дебютировал на профессиональном уровне.
В 2018 году победил венгерского боксера Сильвестер Каналса (14-7) завоевав титул IBA World в наилегчайшем весе. Последующие победные бои заканчивал по очкам, но проводил нерегулярно. Два раза делал долгие перерывы. В 2029 году проведя лишь один бой в следующий раз вернулся летом 2022 года. В 2023 году сделав перерыв вернулся в 2025 году.
27 июня 2025 году провел бой в вечере Уальдер - Хэрдон и победил нокаутом во втором раунде. 